# Aleksandre Guruli
Aleksandre Guruli (in georgiano ალექსანდრე გურული?; Batumi, 9 novembre 1985) è un ex calciatore georgiano, di ruolo centrocampista.

## Carriera

### Club
Ha giocato nella prima divisione dei campionati ucraino, georgiano, bielorusso ed azero.

### Nazionale
Ha giocato nella nazionale georgiana Under-21.
Nel 2010 ha esordito in nazionale maggiore.

## Palmarès

### Competizioni nazionali
- Coppa di Georgia: 1

Dila Gori: 2011-2012
- Coppa di Bielorussia: 1

Šachcër Salihorsk: 2013-2014